# Wretch
Wretch es el primer álbum de la banda californiana de stoner rock Kyuss, publicado en 1991 por Dali Records.
Este es el primer trabajo del grupo propiamente dicho, ya con el nombre acortado a Kyuss en lugar de Sons of Kyuss, proyecto con el cual el año anterior habían publicado un miniálbum homónimo: Sons of Kyuss. 
Wretch es el primer disco con el bajista Nick Oliveri (quien anteriormente tocó la guitarra rítmica para el proyecto pre-Kyuss "Katzenjammer") aunque, aun así, se pueden apreciar 2 canciones ("Black Widow" y "Deadly Kiss") que fueron tomadas directamente del EP Sons of Kyuss, y por lo tanto tienen a Chris Cockrell en el bajo. 
Miembros de la banda han hablado abiertamente de la pésima producción y gestión de Wretch.

## Lista de canciones
1. "(Beginning of What's About to Happen) Hwy 74" (Homme) – 3:10
2. "Love Has Passed Me By" (Bjork) – 3:10
3. "Son of a Bitch" (Homme/Oliveri/Garcia) – 6:00
4. "Black Widow" – (Homme) 2:40
5. "Katzenjammer" (Homme/Cockrell) – 2:20
6. "Deadly Kiss" – (Homme) 5:02
7. "The Law" (Homme/Oliveri) - 7:50
8. "Isolation" (Homme) – 2:45
9. "I'm Not" (Homme/Garcia) – 4:30
10. "Big Bikes" (Bjork) – 5:04
11. "Stage III" (Bjork) – 4:05

## Personal
- John Garcia - Voz
- Josh Homme - Guitarra
- Nick Oliveri - Bajo
- Brant Bjork - Batería
- Chris Cockrell - Bajo (4, 6)

## Ficha técnica
- Grabado en Headway Studios & Master Control Studios, California
- Chris Fuhrman - mezclas
- Carol Hibbs - masterización
- Ron Krown - productor
- Catherine Enny - productor
- Kyuss - productor
- Michael Mikulka - mezclas
- Harlan Williams - portada, diseño